# Archibald Knox
Archibald Knox (Cronkbourne, 9 aprile 1864 – Braddan, 22 febbraio 1933) è stato un artista, disegnatore e progettista di gusto moderno con ascendenze britanniche.

## Biografia
Il padre, William Knox, visse a Kilbirnie (Ayrshire Settentrionale) finché non si sposò con Ann Carmichael nel 1853. Si trasferirono sull'Isola di Man nel 1856 col loro primogenito, Robert Knox. Qui William dimostrò delle eccezionali doti nella lavorazione del legno e nella realizzazione di congegni e arredi per la casa.  William decise di aprire uno studio insieme a quattro dei suoi figli che chiamarono la  William Knox's Engineering Works; Archibald muoverà qui i primi passi della sua carriera artistica. Oltre a gestire con successo battelli e traghetti per il trasporto marittimo, l'impresa della famiglia Knox fu pioniera nel campo dell'illuminazione elettrica industriale a Man e introdusse anche la prima automobile sull'isola.
Archibald, quinto figlio dei Knox, iniziò i suoi studi scolastici presso la St. Barnabas Elementary School, in seguito proseguì alle scuole del capoluogo Douglas Grammar School e Douglas School of Art, sviluppando un interesse permanente per l'arte celtica. I suoi progetti per la Liberty & Co. di Londra gli procurarono una certa fama anche come acquerellista, operatore di ispirazioni grafiche e font e divenne uno dei nomi più affermati dell'azienda.  La lapide funeraria del fondatore, Arthur Liberty, fu realizzata da lui.
Nel 1897 iniziò l'insegnamento alla Redhill School of Art, dove il suo amico Alfred James Collister era direttore. Trascorse un anno negli Stati Uniti, e al suo ritorno a Man lavorò come censore di lettere per internati durante la Grande Guerra. Alla fine del conflitto riprese ad insegnare arte in alcune scuole dell'isola.
Knox morì per un infarto nel 1933 e fu sepolto nel cimitero di Braddan.

## Galleria d'immagini

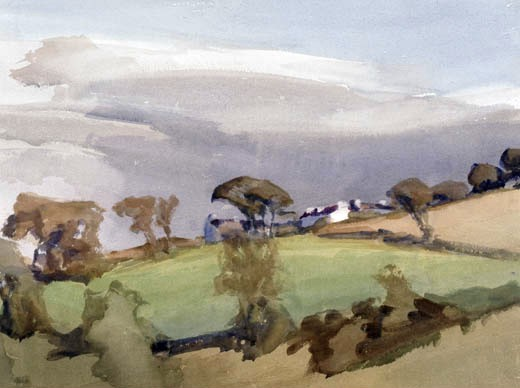
Acquerello, fatto intorno agli anni '10-'20 (XX secolo).
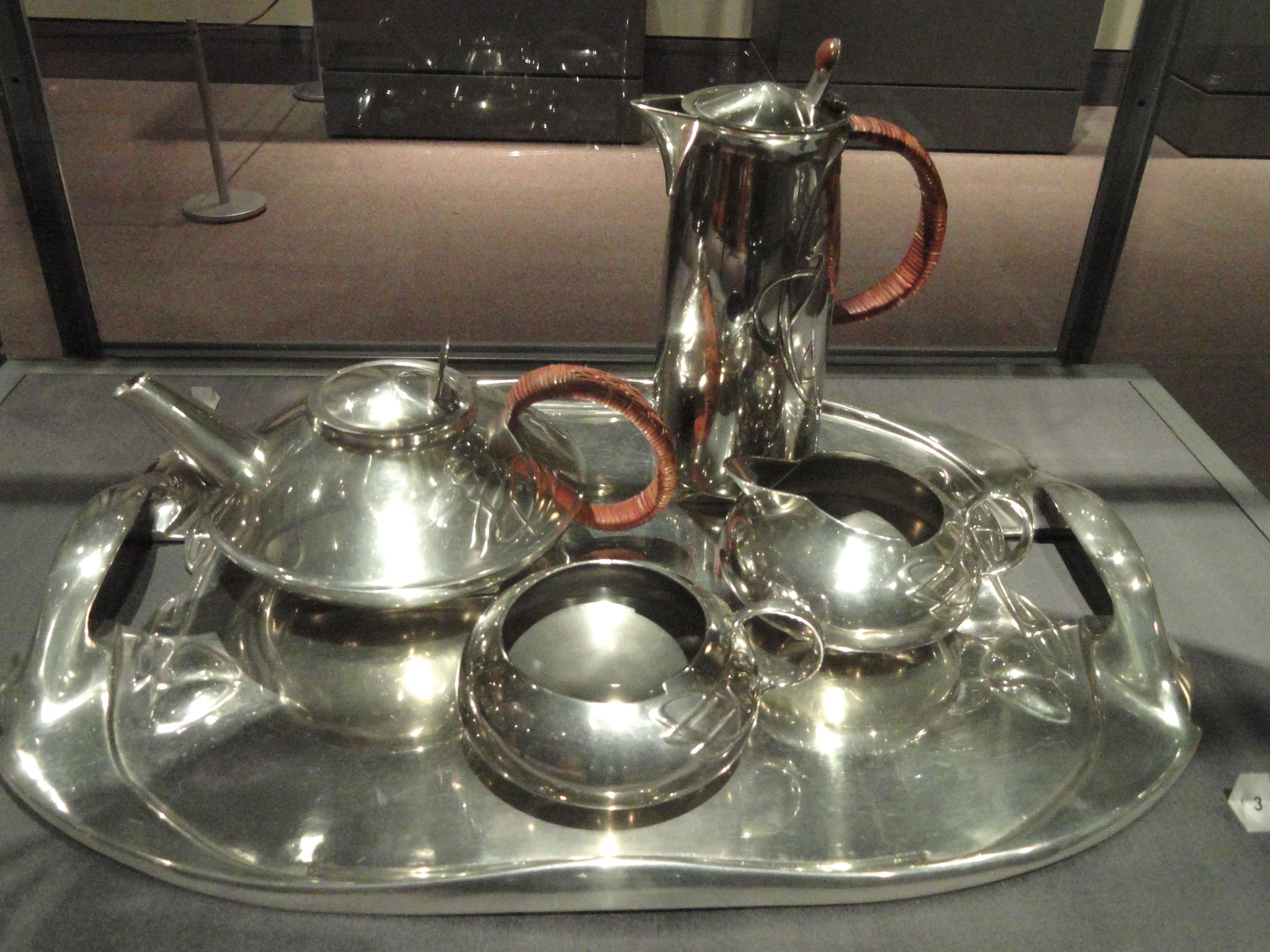
Servizio da tè disegnato per la W. H. Haseler & Co. di Birmingham (oggi custodite alla Royal Ontario Museum).